# Teateråret 2014

## Händelser
- Efter 39 år som konstnärlig ledare för Unga Klara lämnar grundaren Suzanne Osten över ledarskapet till Gustav Deinoff och Farnaz Arbabi

## Årets uppsättningar

### Mars
- 17 mars – Anne Charlotte Lefflers pjäs Moster Malvina spelas för första gången i Sverige.

### Juli
- 2 juli – Från Parken till Vegas spelas vid Gunnebo slott, Mölndal.

### Okänt datum
- musikalen Kikkiland, med Kikki Danielssons musik

- "Ungefär lika med" av Jonas Hassen Khemiri, i regi av Farnaz Arbabi har urpremiär på Dramaten

## Avlidna
- 1 januari – Igor Popov, rysk scenskådespelare.[1]
- 24 oktober – Kim Anderzon, 71, svensk skådespelare.
- 18 december – Ingvar Kjellson, 91, svensk skådespelare.